# Minnesota Army National Guard
La Minnesota Army National Guard è una componente della Riserva militare della Minnesota National Guard, inquadrata sotto la U.S. National Guard. Il suo quartier generale è situato presso la città di Saint Paul.

## Organizzazione
Attualmente, al 2024, sono attivi i seguenti reparti :

### Joint Forces Headquarters
- JFHQ, Army Element
- Medical Detachment
- Recruiting & Retention Battalion
- Training Support Unit
- 55th Civil Support Team (WMD)

### 34th Infantry Division
- Division Headquarters & Headquarters Battalion
  -  Headquarters & Support Company - Grove Heights
  -  Company A (Operations) - Rosemount
  -  Company B (Intelligence & Sustainment) - Rosemount
  -  Company C (Signal) - Faribault
  - 34th Infantry Division Band - Rosemount

#### 34th Infantry Division DIVARTY
- Headquarters & Headquarters Battery - Arden Hills

#### 1st Armored Brigade Combat Team, 34th Infantry Division
- Headquarters & Headquarters Company - Rosemount
- 1st Battalion, 194th Armor Regiment (Combined Arms)
  -  Headquarters & Headquarters Company - Brainerd
  -  Company A (Tank) - Sauk Centre
  -  Company B (Tank) - St. Cloud
  -  Company C - Alexandria
- 2nd Battalion, 136th Infantry Regiment (Combined Arms)
  -  Headquarters and Headquarters Company (-) - Moorhead
    - Detachment 1 - Fergus Falls

  -  Company A (-) - Bemidji 
    - Detachment 1 - Detroit Lakes

  -  Company B (-) - Crookston 
    - Detachment 1 - Thief River Falls

  -  Company C (Tank) - Grand Rapids
- 1st Battalion, 145th Armor Regiment (Combined Arms), Ohio Army National Guard
- 1st Squadron, 94th Cavalry Regiment (Armored Reconnaissance)
  -  Headquarters and Headquarters Troop  - Duluth
  -  Troop A - Hibbing
  -  Troop B - Pine City
  -  Troop C - Cloquet
  -  Company D (Tank) - Wadena
- 1st Battalion, 125th Field Artillery Regiment
  -  Headquarters and Headquarters Battery (-) - New Ulm
    - Detachment 1 - Anoka
    - Detachment 2 - Ohio Army National Guard

  -  Battery A (-) - Pipestone
    - Detachment 1 - Luverne

  -  Battery B (-) - Jackson
    - Detachment 1 - Fairmont

  -  Battery C - New Ulm
- 334th Brigade Engineer Battalion
  -  Headquarters & Headquarters Company - Bloomington
  -  Company A - Hutchinson
  -  Company B - Litchfield
  -  Company C (Signal) - Moorehead
  -  Company D (Military Intelligence) - Bloomington
- 134th Brigade Support Battalion
  -  Headquarters & Headquarters Company - Camp Ripley Training Center
  -  Company A (DISTRO) - Brooklyn Park
  -  Company B (Maint) - Camp Ripley Training Center
  -  Company C (MED) - Cottage Grove
  -  Company D (Forward Support) (Aggregata al 1st Squadron, 94th Cavalry Regiment) - Duluth
  -  Company E (Forward Support) (Aggregata al 334th Brigade Engineer Battalion) - Inver Grove Heights
  -  Company F (-) (Forward Support) (Aggregata al 1st Battalion, 125th Field Artillery Regiment) - St. Peter
    - Detachment 1 - St. James

  -  Company G (Forward Support) (Aggregata al 1st Battalion, 194th Armor Regiment) - Camp Ripley Training Center
  -  Company H (Forward Support) - Ohio Army National Guard
  -  Company I (Forward Support) (Aggregata al 2nd Battalion, 136th Infantry Regiment) - Camp Ripley Training Center

#### Expeditionary Combat Aviation Brigade, 34th Infantry Division
- Aviation Support Facility #1 - Holman Field, Saint Paul
- Aviation Support Facility #2 - Saint Cloud
- Headquarters & Headquarters Company - Saint Paul
- 2nd Battalion, 147th Aviation Regiment (Assault Helicopter)
  -  Headquarters & Headquarters Company (-) - Saint Paul
  -  Company A - Equipaggiata con 10 UH-60L 
  - Company B - Kentucky Army National Guard
  - Company C - Iowa Army National Guard
  -  Company D (-) (AVUM)
  -  Company E (-) (Forward Support)
- 1st Battalion, 189th Aviation Regiment (General Support) - Montana Army National Guard
  -  Company F (ATS) - Saint Paul
- 1st Battalion, 183rd Aviation Regiment (Assault Helicopter) - Idaho Army National Guard
- 1st Battalion, 112th Aviation Regiment (Security & Support) - North Dakota Army National Guard
- Detachment 1, Company B, 1st Battalion, 171st Aviation Regiment (General Support) - Saint Cloud - Equipaggiato con 6 CH-47F 
  - Detachment 5, Company D (AVUM), 1st Battalion, 171st Aviation Regiment (General Supporto)
  - Detachment 5, Company E (Forward Support), 1st Battalion, 171st Aviation Regiment (General Supporto)
- Company C (-), 2nd Battalion, 211th Aviation Regiment (General Support) - Equipaggiata con 6 HH-60L 
  - Detachment 2, HHC, 2nd Battalion, 211th Aviation Regiment (General Support)
  - Detachment 2, Company D, 2nd Battalion, 211th Aviation Regiment (General Support)
  - Detachment 2, Company E, 2nd Battalion, 211th Aviation Regiment (General Support)
- Detachment 5, Company B, 2nd Battalion, 245th Aviation Regiment (Fixed Wings) - Equipaggiato con 1 C-12T3
- Detachment 39, Operational Support Airlift Command
- 834th Aviation Support Battalion
  -  Headquarters & Service Company - Arden Hills
  -  Company A (DISTRO) - Arden Hills
  - Company B (-) (AVIM) - Oklahoma Army National Guard
    - Detachment 1 - Arden Hills
    - Detachment 2 - Louisiana Army National Guard
    - Detachment 3 - Wyoming Army National Guard
    - Detachment 4 - Montana Army National Guard

  -  Company C (Signal) - Arden Hills

### 84th Troop Command
- Headquarters & Headquarters Company - Cambridge
- 1st Battalion, 151st Field Artillery Regiment (M-777), sotto il controllo operativo della 115th Field Artillery Brigade, Wyoming Army National Guard
  -  Headquarters & Headquarters Battery - Montevideo
  -  A Battery - Marshall
  -  B Battery - Madison
  -  C Battery - Ortonville
  -  175th Forward Support Company - Appleton
- 34th Military Police Company - Stillwater
- 257th Military Police Company - Monticello
- 434th Chemical Company (-) (Decontamination) - Hastings
  - Detachment 1 - Red Wing
- 682nd Engineer Battalion
  -  Headquarters & Headquarters Company - St. Cloud
  -  Forward Support Company - Wilmar
  -  850th Engineer Company (Horizontal Construction) - Cambridge
  -  851st Engineer Company (Vertical Construction) - Camp Ripley
- 2nd Battalion, 135th Infantry Regiment - Sotto il controllo operativo della 2nd Infantry Brigade Combat Team, 34th Infantry Division, Iowa Army National Guard
  -  Headquarters and Headquarters Company - Mankato
  -  Company A - West St. Paul
  -  Company B - Rochester
  -  Company C - Winona
  -  Company D (Weapons) - Albert Lea
  -  Company I  (Forward Support), 334th Brigade Support Battalion - Arden Hills

### 347th Regional Support Group
- Headquarters & Headquarters Company - Brooklyn Park
- 147th Human Resources Company - Arden Hills
- 147th Financial Management Support Detachment - Brooklyn Park
- 247th Financial Management Support Detachment - Arden Hills
- 224th Transportation Company (Light Medium Truck, Cargo) - Austin
- 324th Transportation Company (-) (Light Medium Truck, Cargo) - Olivia
  - Detachment 1 - Redwood Falls
- 434th Support Maintenance Company - Little Falls
- 1903rd Acquisition Team - Little Falls
- 1904th Acquisition Team - Little Falls
- 204th Area Support Medical Company - Cottage Grove
- 1347th Division Sustainment Support Battalion - Sotto il controllo operativo della 34th Infantry Division Sustainment Brigade, Illinois Army National Guard
  -  Headquarters & Headquarters Company - Bloomington
  - Company A, Iowa Army National Guard
  - Company B, Iowa Army National Guard
  -  Company C, (114th Transportation Company) (-) (Composite Truck, Heavy) - Duluth
    - Detachment 1 - Chisholm

### 175th Regiment, Regional Training Institute
- 1st Battalion
- 2nd Battalion